# Themenpark

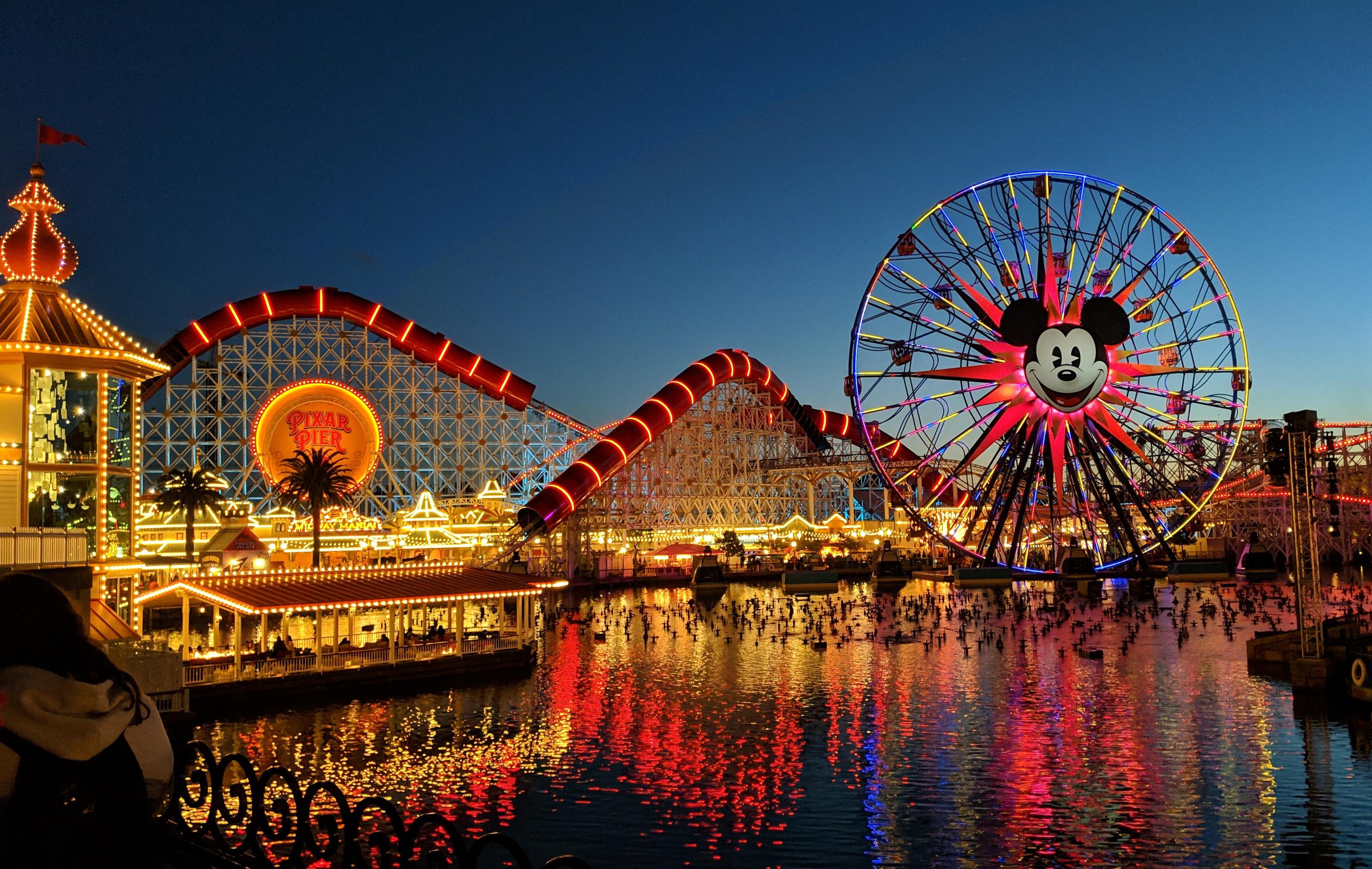
Disney California Adventure, Vorbild für viele heutige Themenparks

Ein Themenpark ist ein Freizeitpark, dem ein bestimmter thematischer Blickwinkel zugrunde liegt – etwa zu einem Baustil, einer Kunstrichtung oder einem geografischen Gebiet. Größere Themenparks sind manchmal in Themenbereiche und thematisierte Attraktionen aufgeteilt, in denen dann jeweils andere Themen behandelt werden. Als Vorbild für viele Themenparks fungierte das im Jahr 1955 eröffnete Disneyland in Kalifornien.
Die Vorläufer moderner Themenparks finden sich in Themengärten wie herrschaftlichen Gärten und Orangerien des Barock, in denen gestalterische Mittel zur Simulation und Sensation eingesetzt wurden, und dann den englischen Gärten des Klassizismus und der Romantik, die etwa mit künstlichen Ruinen oder Versatzstücken der Schäferidylle ausgestattet wurden. Ihre wesentlichen Merkmale (Zitat, Sichtbarmachung, Simulation, Eindeutigkeit, Kontrast und Nähe) wurden mit der Entwicklung des Landschaftsparks ausformuliert, der eine besonders raffinierte Kunst zur Erzeugung von Empfindungen darstellt. Heute sind sie didaktische Rahmenkonzepte, die in Nähe zu Schutzgebiete in Natur- und Landschaftsschutz und Freilichtmuseen stehen, und meist Kulturgut an seinem Originalplatz (in situ) darstellen, oder Marketingkonzepte für Freizeitparks.

## Geschichte

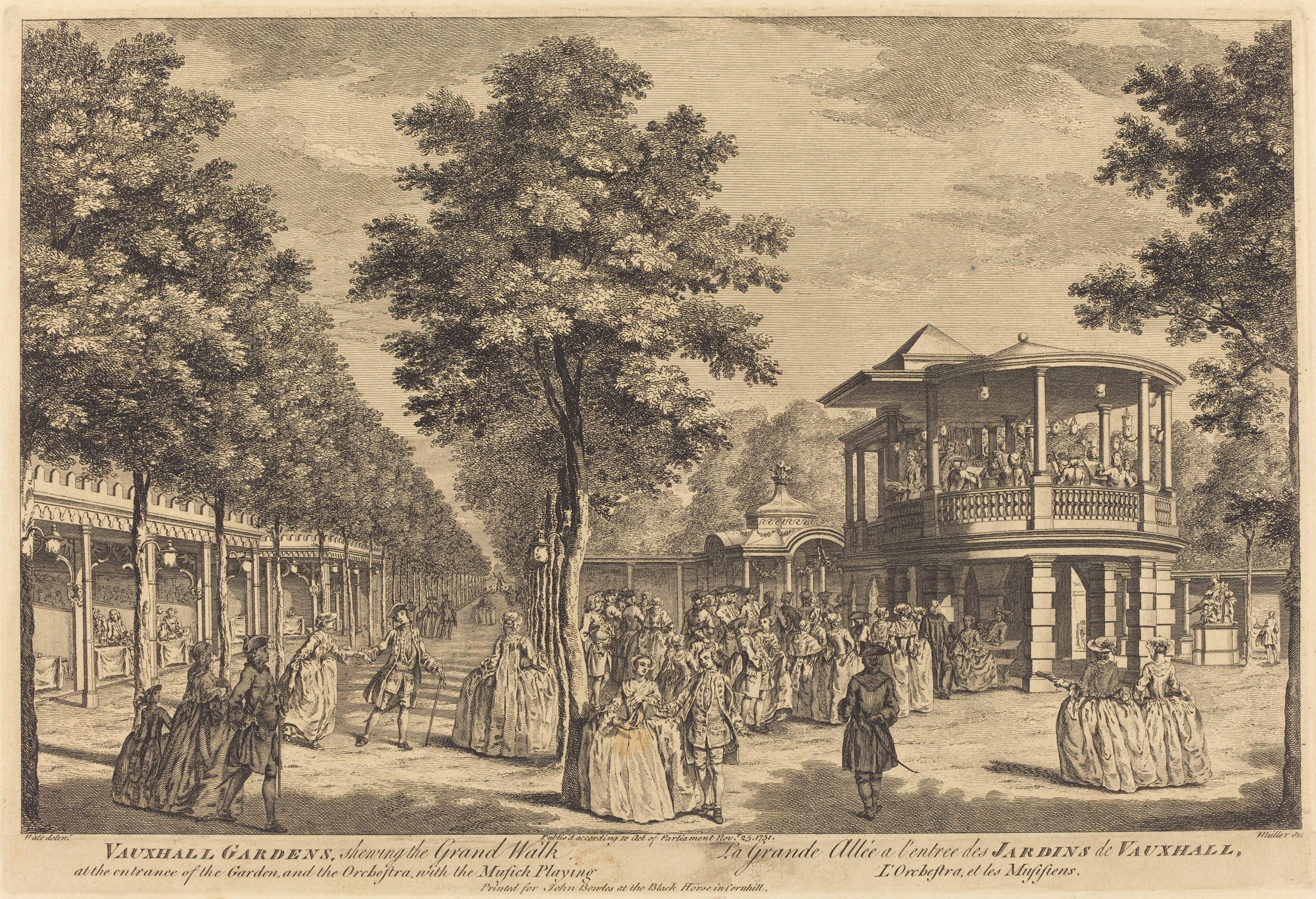
Vauxhall Gardens

### Lustgarten
Parks als Orte der Erholung reichen bis in die Antike zurück. Eine frühe Form des dauerhaften Parks entstand im Mittelalter mit der Anlage zahlreicher Lustgärten (engl.: Pleasure Gardens) in Europa, wie die Vauxhall Gardens, die 1661 in London eröffnet wurden. Ab dem 18. Jahrhundert begannen Parks, Eintrittsgebühren zu erheben, und entwickelten sich durch die Einführung erster Attraktionen und Thematisierungen zu besonderen Freizeitorten. Diese frühen Thematisierungsversuche zielten darauf ab, den Besuchern nicht nur Erholung, sondern auch Unterhaltung und Bildung zu bieten, indem historische oder naturbezogene Szenarien nachgestellt wurden. Beispielsweise wurden in den Vauxhall Gardens in London aufwändige Inszenierungen wie die Nachstellung der Schlacht von Waterloo (1815) oder die spektakuläre Darstellung eines Vulkanausbruchs des Ätna ins Leben gerufen. 
Im Gegensatz zu herkömmlichen Parks, die vor allem als Grünflächen zur Erholung dienten, lag der Fokus dieser sogenannten Lustgärten auf einem umfassenden Freizeiterlebnis. Sie unterschieden sich durch ihre kommerzielle Ausrichtung, die Integration von Attraktionen wie Musikpavillons, Feuerwerken, gastronomischen Angeboten und eben diesen thematischen Inszenierungen. Diese Parks waren nicht nur Orte der Entspannung, sondern auch gesellschaftliche Treffpunkte, die durch ihre aufwendigen Darbietungen eine breitere Zielgruppe ansprachen, darunter sowohl Adel als auch aufstrebende Bürger. Ein weiterer wichtiger Schritt in der Entwicklung war die Einführung von Saisonkarten im 18. Jahrhundert. Diese ermöglichten regelmäßigen Besuchern, gegen eine einmalige Zahlung unbegrenzten Zugang während der Saison zu erhalten, was die Bindung an den Park stärkte und eine verlässliche Einnahmequelle schuf. Solche Innovationen markierten den Übergang von reinen Erholungsflächen hin zu kommerziell orientierten Freizeitparks, die den Grundstein für die modernen Themenparks legten. Einige dieser historischen Parks, die bis heute in Betrieb sind, sind die Tivoli Gardens in Kopenhagen, eröffnet 1843, und Dyrehavsbakken, ebenfalls in Dänemark, dessen Ursprünge bis ins 16. Jahrhundert zurückreichen.

### Weltausstellung
Weltausstellungen gelten als wichtige Vorläufer moderner Themenparks, da sie durch ihre Verbindung von Unterhaltung, Bildung und immersiven Erlebnissen die Grundlage für die Entwicklung thematisierter Freizeitorte legten. Im 19. und frühen 20. Jahrhundert kombinierten diese globalen Veranstaltungen innovative Attraktionen, kulturelle Inszenierungen und visionäre Konzepte, die Besucher in faszinierende Welten entführten.
Die Weltausstellung 1873 in Wien, die im Prater stattfand und rund 7,2 Millionen Besucher anzog, bot eine Vielzahl von Attraktionen, die über die bloße Präsentation von Exponaten hinausgingen. Die Rotunde war das architektonische Herzstück und diente als Ausstellungsfläche. Dampfkarussells, die mit präzise konstruierten Dampfmaschinen angetrieben wurden, boten eine neuartige Form der Unterhaltung. Ebenso wurden dampfbetriebene Modelleisenbahnen präsentiert, die Besucher durch realistische Nachbildungen von Landschaften und Städten führten. Diese Attraktionen, oft in thematisierten Pavillons oder Gartenanlagen eingebettet, zogen Besucher durch ihre Kombination aus technischem Fortschritt und Vergnügen an. Der Prater selbst entwickelte sich durch die Ausstellung weiter zu einem dauerhaften Freizeitort.
Die World’s Columbian Exposition 1893 in Chicago markierte einen Wendepunkt durch ihre ausgeprägten thematisierten Attraktionen. Der Midway Plaisance, ein Vergnügungsbereich, zog über 27 Millionen Besucher an und bot immersive Erlebnisse, die Bildung und Unterhaltung vereinten. Nachgebaute Szenarien wie ein „deutsches Dorf“, ein „Alt-Wien“-Bereich oder eine Straße aus Kairo mit Tänzen und kulinarischen Angeboten versetzten die Besucher in fremde Kulturen. Diese Inszenierungen, oft mit exotischem oder kolonialem Charakter, schufen eine Atmosphäre, die an moderne Themenparks erinnert. Das erste Riesenrad der Welt von George Ferris war eine technische Sensation.
Die 1939 New York World’s Fair, unter dem Motto „Dawn of a New Day“, ging noch einen Schritt weiter, indem sie das Ausstellungsgelände in sieben thematische Zonen gliederte, die verschiedene Aspekte des menschlichen Fortschritts beleuchteten: Verkehr (futuristische Verkehrsmittel wie Züge und Autobahnen), Kommunikation und Wirtschaft (Innovationen wie Telefonie), Gemeinschaftsinteressen (Bildung und Gesundheit), Regierung (internationale Pavillons), Produktion und Vertrieb (Industrie und Handel), Wissenschaft (medizinische und technologische Fortschritte) sowie Nahrungsmittel (kulinarische und landwirtschaftliche Innovationen). Ikonische Elemente wie der Trylon und die Perisphere symbolisierten eine utopische Zukunft, während Attraktionen wie „Democracity“, eine Modellstadt der Zukunft, und General Motors’ „Futurama“, eine Vision einer automatisierten Welt von 1960, die Besucher in immersive Zukunftsszenarien entführten.

### Trolley Park
Trolley Parks, im Deutschen als „Straßenbahnparks“ bezeichnet, waren im späten 19. und frühen 20. Jahrhundert in den USA populäre Freizeitorte, die eng mit der Entwicklung moderner Themenparks verbunden sind. Diese Parks entstanden aus der Initiative von Straßenbahnunternehmen, die an den Endhaltestellen ihrer Linien Vergnügungsparks anlegten, um den Fahrgastzahlen am Wochenende einen Schub zu geben. Typischerweise boten Trolley Parks Attraktionen wie Karussells, Achterbahnen, Tanzpavillons, Picknickbereiche und einfache Shows, die oft in landschaftlich reizvollen Umgebungen wie an Seen oder in Wäldern platziert waren. Sie waren erschwinglich, leicht zugänglich und richteten sich an Familien sowie junge Erwachsene, wodurch sie eine breite Zielgruppe ansprachen. Beispiele wie der Coney Island’s Luna Park (eröffnet 1903) oder der Willow Grove Park in Pennsylvania zeigen, wie Trolley Parks durch ihre Kombination aus Fahrgeschäften, Unterhaltung und thematischen Elementen – etwa fantasievolle Architektur oder illuminierte Nächte – die Ästhetik und Struktur späterer Themenparks beeinflussten. Obwohl viele dieser Parks mit dem Rückgang der Straßenbahnen verschwanden, legten sie den Grundstein für die kommerzielle Freizeitkultur und inspirierten die Entwicklung moderner Themenparks wie Disneyland.

### Kiddie Land
Kiddie Lands, speziell auf Kinder ausgerichtete Vergnügungsparks, entwickelten sich im frühen 20. Jahrhundert als eigenständige Form der Freizeitkultur und konzentrierten sich auf sichere, altersgerechte Attraktionen für junge Besucher. Diese Parks boten einfache, kindgerechte Fahrgeschäfte wie Karussells, kleine Eisenbahnen, Mini-Autos oder Boote, die für Kinder von etwa 1 bis 12 Jahren konzipiert waren, um unbeschwerte Unterhaltung ohne die Intensität größerer Vergnügungsparks zu bieten. Häufig in parkähnlichen Umgebungen mit schattigen Picknickbereichen gelegen, schufen Kiddie Lands eine familienfreundliche Atmosphäre, die oft auch nostalgische Elemente wie handbetriebene oder tiergestützte Attraktionen – etwa Ponyritte oder Ziegenkarren – umfasste. Ein frühes Beispiel ist der Kiddie Park in San Antonio, Texas, eröffnet 1925, der mit seinem historischen Herschell-Spillman-Karussell von 1918 und einem altmodischen Riesenrad bis heute nostalgischen Charme bewahrt. Solche Parks waren erschwinglich, oft mit Eintrittspreisen oder Tageskarten, die Familien ansprachen. 

### Erste Themenparks
Die ersten Themenparks markierten den Übergang von temporären oder saisonalen Vergnügungsstätten zu dauerhaften, narrativ gestalteten Freizeitwelten, die durch kohärente Themen, immersive Erlebnisse und eine kommerzielle Ausrichtung die Freizeitkultur revolutionierten. 
Knott’s Berry Farm in Buena Park, Kalifornien, das sich selbst als Amerikas erster Themenpark bezeichnet, begann in den 1920er-Jahren als einfacher Bauernhof, auf dem Walter und Cordelia Knott Beeren und Marmeladen verkauften. In den 1930er-Jahren wuchs die Popularität durch ein kleines Restaurant, das Cordelias berühmte Hühnchen-Dinner servierte, und zog zunehmend Besucher an. Ab 1940 entwickelte sich der Ort durch die Einführung der Ghost Town, einer thematisierten Nachbildung einer Wildwest-Stadt, zu einem Freizeitpark. Diese Zone bot immersive Erlebnisse mit Attraktionen wie einer Postkutsche, einem Saloon, einer Schmiede und nachgestellten Schießereien, die an die thematischen Inszenierungen von Weltausstellungen erinnerten. In den 1950er-Jahren kamen Fahrgeschäfte hinzu, darunter eine Dampfeisenbahn und ein Maultierkarren, die die Wildwest-Atmosphäre verstärkten. Die Einführung eines Eintrittspreises im Jahr 1968 markierte den endgültigen Wandel von einem kostenlosen Vergnügungsbereich zu einem kommerziellen Themenpark. In den folgenden Jahrzehnten erweiterte Knott’s Berry Farm sein Angebot um weitere Themenbereiche wie den „Fiesta Village“ (mexikanisch inspiriert) und moderne Achterbahnen, blieb aber seiner ursprünglichen Wildwest-Identität treu.
Santa Claus Land, eröffnet 1946 in Santa Claus, Indiana, war der erste Themenpark mit einem einheitlichen, ganzjährig präsentierten Weihnachtsthema und richtete sich gezielt an Familien. Der Park, später in Holiday World umbenannt, bot Attraktionen wie eine Spielzeugwerkstatt, eine Schlittenfahrt und weihnachtliche Shows, die Besucher in eine festliche Welt eintauchen ließen. Weitere Fahrgeschäfte wie ein kleines Riesenrad und eine kindgerechte Eisenbahn, kombiniert mit thematischen Elementen wie Weihnachtsfiguren und dekorierten Wegen, schufen eine kohärente, fantasievolle Atmosphäre. Der Park war einer der ersten, der ein einheitliches Thema konsequent umsetzte, und unterschied sich damit von den eher allgemeinen Trolley Parks oder Kiddie Lands. In den 1980er-Jahren erweiterte sich der Park um weitere Feiertagsthemen wie Halloween und Thanksgiving, wodurch er zu Holiday World wurde, behielt aber sein ursprüngliches Weihnachts-Kernkonzept bei. Die Einführung von freiem Eintritt für Kinder unter einer bestimmten Größe und kostenlosen Getränken machte den Park besonders familienfreundlich und setzte neue Standards für Gästeorientierung.
Disneyland, eröffnet am 17. Juli 1955 in Anaheim, Kalifornien, setzte den Maßstab für moderne Themenparks und gilt als der Archetyp, der die Branche nachhaltig prägte. Inspiriert von Walt Disneys Besuchen in Parks wie den Tivoli Gardens in Kopenhagen, dem Kiddie Park in San Antonio und den immersiven Konzepten der Weltausstellungen, schuf Disneyland eine dauerhafte Freizeitwelt mit klar definierten Themenbereichen: Main Street, U.S.A. (eine nostalgische amerikanische Kleinstadt), Fantasyland (Märchenwelt für Kinder), Adventureland (exotische Dschungel- und Abenteuerwelten), Frontierland (Wilder Westen) und Tomorrowland (futuristische Visionen). Jeder Bereich war durch aufwendige Architektur, Musik, Kostüme und Attraktionen wie Dark Rides (z. B. Peter Pan’s Flight), Achterbahnen (z. B. Matterhorn Bobsleds) und Shows narrativ gestaltet, um Besucher in unterschiedliche Welten zu versetzen. Disneyland führte innovative Konzepte wie Saisonkarten und ganzjährigen Betrieb ein, was eine starke Kundenbindung förderte. Die akribische Liebe zum Detail, etwa in der Gestaltung der Landschaften oder der Integration von Disney-Figuren, machte den Park zu einem immersiven Erlebnis, das weit über die Attraktionen früherer Parks hinausging. Walt Disneys Vision, einen Ort zu schaffen, an dem Familien gemeinsam Freude erleben können, beeinflusste die gesamte Freizeitindustrie und machte Disneyland zum Vorbild für spätere Themenparks weltweit.

### Aktuelle Entwicklungen
In den letzten Jahrzehnten haben Themenparks durch Globalisierung und Diversifizierung eine bemerkenswerte Entwicklung erlebt, die ihre Reichweite und Vielfalt erheblich erweitert hat. Die Globalisierung zeigt sich in der Verbreitung westlicher Themenpark-Konzepte, insbesondere durch Unternehmen wie Disney und Universal, die Parks in Asien (z. B. Tokyo Disneyland, 1983, oder Shanghai Disneyland, 2016) und Europa (Disneyland Paris, 1992) eröffneten, oft angepasst an lokale Kulturen. So integriert Hong Kong Disneyland Elemente der chinesischen Kultur, etwa Feng-Shui-Design, während Universal Studios Japan Attraktionen zu beliebten Anime-Franchises bietet. Gleichzeitig entstehen regionale Themenparks, wie Dubais IMG Worlds of Adventure oder Chinas Wanda City, die lokale Narrative und moderne Technologien nutzen. Diversifizierung zeigt sich in der Erweiterung der Zielgruppen und Erlebnisse: Neben klassischen Familienparks gibt es nun Parks mit Fokus auf Thrill (z. B. Six Flags mit extremen Achterbahnen), Edutainment (wie Efteling mit märchenhaften, kulturellen Themen) oder interaktive Erlebnisse mit Virtual Reality und Augmented Reality, etwa in Galaxy’s Edge in Disneyland, wo Besucher in die Star-Wars-Welt eintauchen können. Zudem fördern Nachhaltigkeitsinitiativen, wie energiesparende Attraktionen, und die Integration digitaler Technologien, wie Apps für Wartezeiten oder personalisierte Erlebnisse, die Weiterentwicklung.

## Abgrenzung zu Vergnügungsparks
Vergnügungsparks unterscheiden sich deutlich von Themenparks und haben eine eigene Charakteristik. Ihr Hauptziel ist es, den Besuchern unbeschwerte Unterhaltung und Vergnügen zu bieten. Typischerweise umfassen sie eine Vielzahl von Fahrgeschäften, wie Achterbahnen oder Karussells, sowie Fast-Food-Stände, Geschicklichkeitsspiele und Sideshows, die für Abwechslung und Spaß sorgen. Im Gegensatz zu Themenparks, die durch ein durchgängiges, narratives Konzept geprägt sind, fehlt Vergnügungsparks ein übergreifendes Thema. Stattdessen entsteht ihre Atmosphäre aus der Vielfalt der einzelnen Attraktionen, von denen jede ihre eigene Stimmung und Anziehungskraft ausstrahlt. In einem Vergnügungspark ist jede Attraktion – sei es eine rasante Achterbahn oder ein klassisches Schießspiel – ein eigenständiges Erlebnis und bildet das Herzstück des Besucherangebots. Diese Unabhängigkeit der einzelnen Elemente schafft eine lebendige, bunte und unbeschwerte Umgebung, die auf spontane Freude und Unterhaltung ausgelegt ist.
Ein Themenpark hingegen zeichnet sich durch ein übergeordnetes, narratives Konzept aus, das alle Elemente des Parks miteinander verbindet. Dieses Thema – beispielsweise eine Märchenwelt, ein historisches Zeitalter oder ein Filmuniversum – prägt Fahrgeschäfte, Dekorationen, Gastronomie und oft auch das Personal, um eine immersive und kohärente Erlebniswelt zu schaffen. Die Atmosphäre ist sorgfältig gestaltet, um Besucher in eine einheitliche Geschichte einzutauchen. Attraktionen sind in das übergeordnete Thema eingebettet und unterstützen die Gesamterzählung, anstatt als isolierte Erlebnisse zu fungieren. Während der Vergnügungspark durch Vielfalt und spontane Unterhaltung besticht, steht im Themenpark die Immersion in eine durchgestaltete Welt im Vordergrund, die eine tiefere emotionale und narrative Bindung der Besucher anstrebt.

## Kategorien
Der Begriff Themenpark kann in folgende Thematisierungsstufen heruntergebrochen werden:
- Thematisierte Attraktionen – ein einzelnes Erlebnis, welches in sich geschlossen ist.
- Thematisierte Bereiche –  ein ganzer Bereich mit Attraktionen, Geschäften, Restaurants und anderen Elementen, welche sich auf ein einziges Thema beziehen.
- Themenparks – eine Sammlung thematisierter Bereiche.

## Ausgestaltung von Themenparks

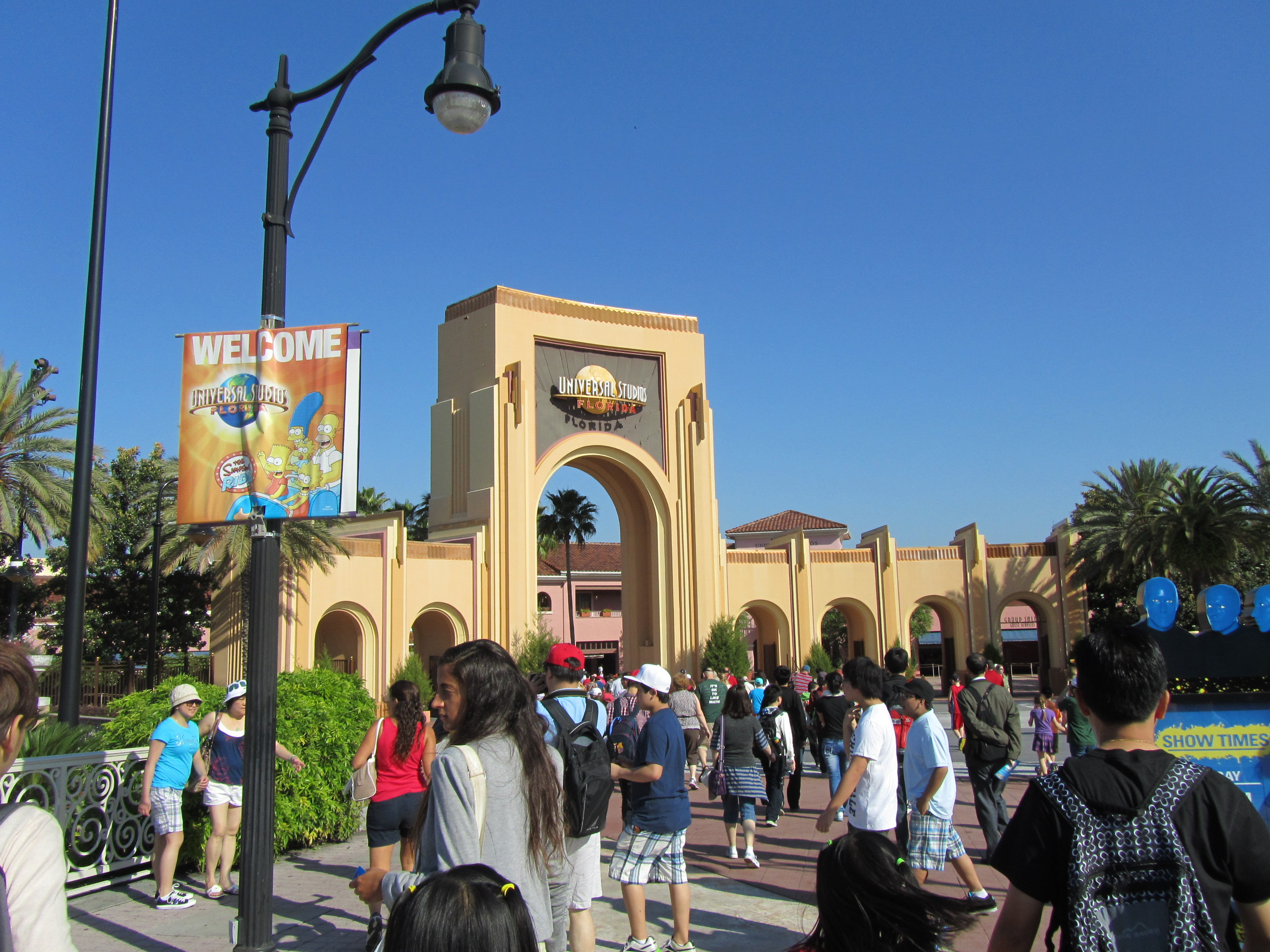
Eingang des Universal Orlando Resorts.

Je nach Art des Gebotenen gibt es verschiedene Arten von Themenparks. Diese teilen sich auf in Archäologischer Park, Astronomie-, Barfuß- sowie Freizeitparks. Andere Arten von Themenparks sind Meeres-Themenpark, Miniatur-, Natur-, Vergnügungs- und Wasserparks.

### Themenpark-Resort
Ein Themenpark-Resort wird in der Regel so definiert, dass es mindestens einen Themenpark und eine oder mehrere kleinere Themenattraktionen gibt, wie beispielsweise Themenhotels oder Einkaufszentren. Die erfolgreichsten Themenresorts sind beispielsweise das Walt Disney World Resort und das Universal Orlando Resort. Das Walt Disney World Resort umfasst vier Themenparks, zwei Wasserparks sowie 34 Themenhotels und ein Einkaufszentrum. In Deutschland bietet das Europa-Park Resort auf seiner Fläche einen Freizeitpark, einen Wasserpark sowie mehrere Übernachtungsmöglichkeiten an.

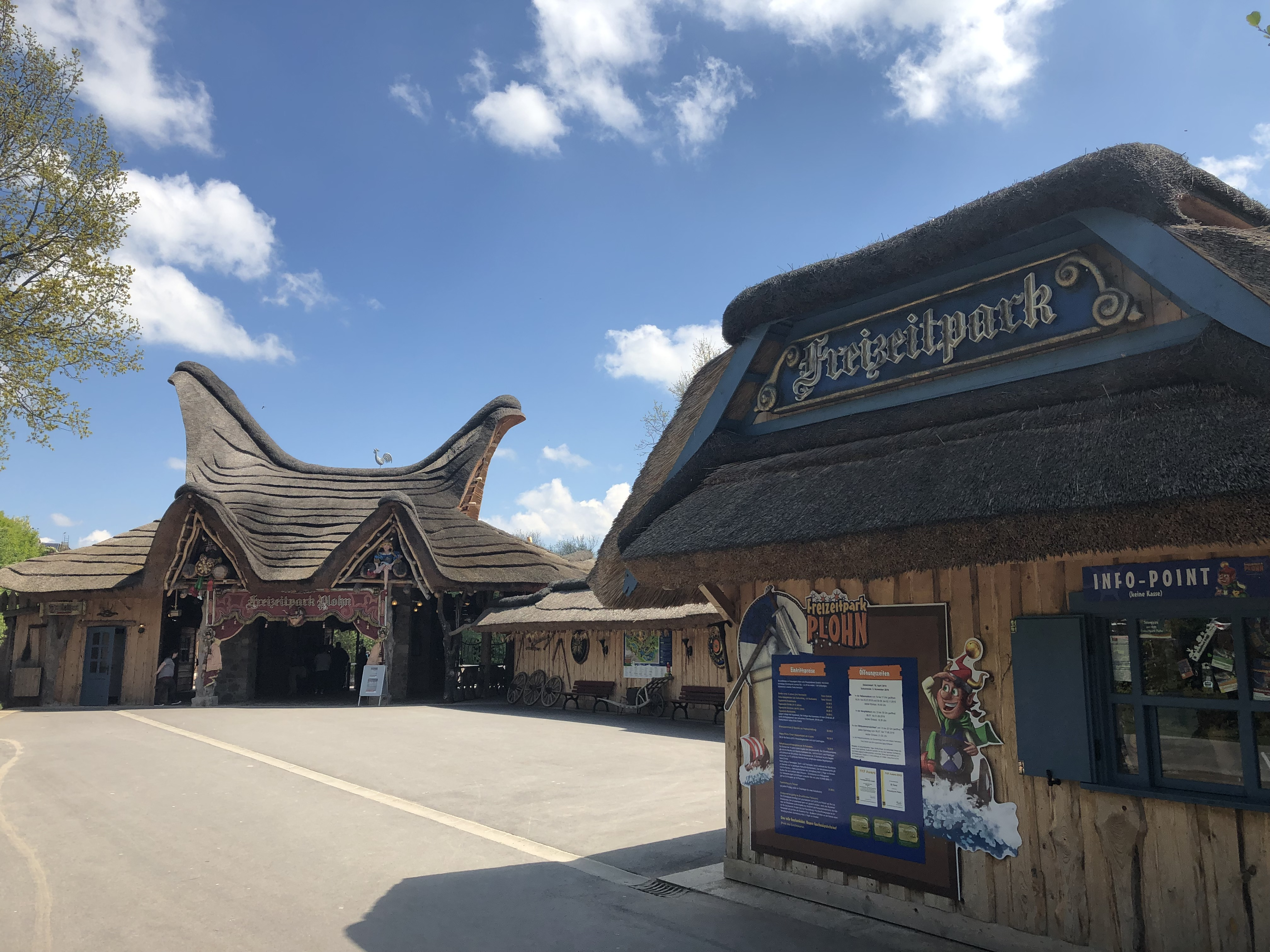
Eingang des Freizeitpark Plohn.

Themenpark-Resorts sind so entworfen, um Gäste über mehrere Tage zu unterhalten. Sie sind die größte Art von thematisierten Attraktionen (Themed Entertainment) und kombinieren mehrere Arten von Unterhaltungen. Oft unterhalten diese Resorts Transportmittel um die Gäste von A nach B zu transportieren. Im Walt Disney World Resort wird eine der größten Busflotten Floridas, ein Monorail-System, mehrere Boote und eine Gondelbahn unterhalten.

### Freizeit- und Themenpark
Ein Freizeit- und Themenpark ist ein Freizeitpark, welcher aus mehreren Themenbereichen oder einem einzelnen Themengebiet sowie thematisierten Attraktionen und Shows besteht. Diese Parks können Teil der oben beschriebenen Themenpark-Resorts sein. Es bestehen aber auch Themenparks, welche einzeln ohne weitere Neben-Attraktionen betrieben werden. Beispiele für diese Parks sind unter anderem das Phantasialand, das Heide-Park Resort oder der Freizeitpark Plohn. Freizeitparks ohne erkennbare Thematisierung werden Vergnügungsparks genannt.

### Studio Park
Studio Parks sind Themenparks, deren Thematisierung auf Filmstudios basieren. Das erfolgreichste Beispiel für diese Art von Parks ist der Universal Studios Hollywood Park. Andere Beispiele sind Universal Studios Japan, Universal Studios Florida, Universal Studios Singapore, Disney’s Hollywood Studios, Walt Disney Studios Park, Movie Park Germany und Warner Bros. Movie World. Die Parks basieren häufig auf Lizenzen von bekannten Blockbustern.

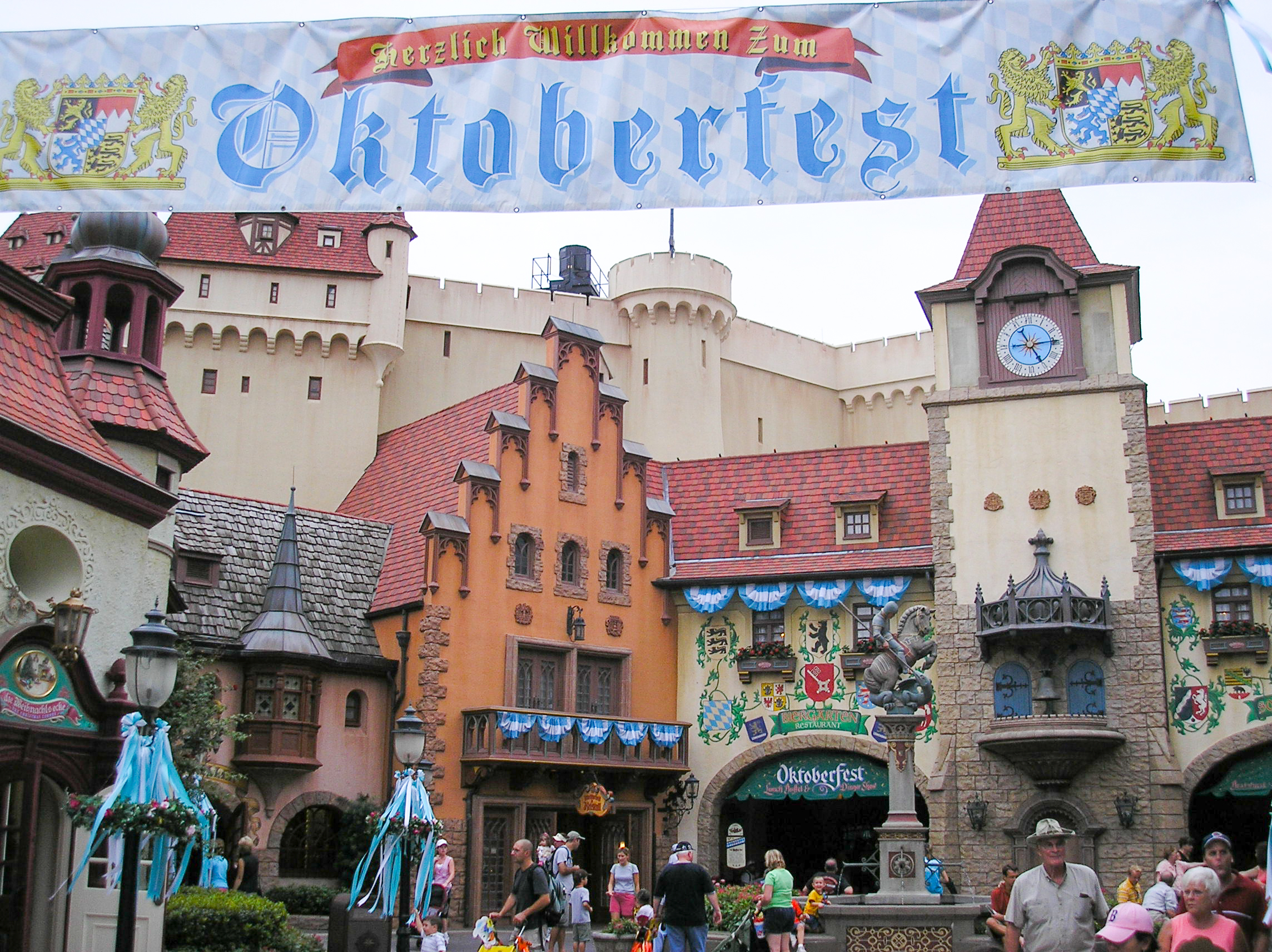
Deutscher Themenbereich in Epcot. Die unterschiedlichen Länder (Themenbereiche) sollen den Besuchern ausländische Kulturen näher bringen. In diesen Bereichen arbeiten hierfür extra Mitarbeiter aus den entsprechenden Ländern.

### Entdeckungsparks
Entdeckungsparks (engl.:Discovery Parks) sind Themenparks, die sich auf die Bildung ihrer Besuchern fokussieren. Sie verbinden Attraktionen mit pädagogischen Elementen, wie etwa Kommunikation, Lebensmittelproduktion oder kulturelle Themenfelder. In den 1980er Jahren öffneten zahlreiche Discovery Parks, die sich mit einem nicht-immersiven Design stark auf Videopräsentationen fokussierten. Inzwischen benutzen diese Parks immer mehr immersives Welten, wie etwa in Epcot bei Frozen Ever After aus dem Jahr 2016, um sich von dem bisherigen Präsentationsstil abzuwenden. Zudem benutzen diese Parks verstärkt Lizenzen wie etwa Findet Nemo. Beispiele für diese Parks sind der Disney Freizeitpark Epcot in Orlando und das Futuroscope in Frankreich. Vorbild für diese Parks stellen Weltausstellungen dar.

### Meeres-Themenpark
Ein Meeres-Themenpark ist ein zu einem kommerziellen Themenpark erweitertes Delfinarium, das neben Delfinen auch andere Wale hält sowie zur Schau stellt und darüber hinaus auch Attraktionen aus Freizeitparks beinhaltet. Meeres-Themenparks befinden sich größtenteils in den USA, Australien, aber auch in Frankreich (Marineland). Die bekannteste Kette von Meeres-Themenparks ist Sea World mit Einrichtungen in Florida, Kalifornien und Texas.

### Zoologischer Themenpark

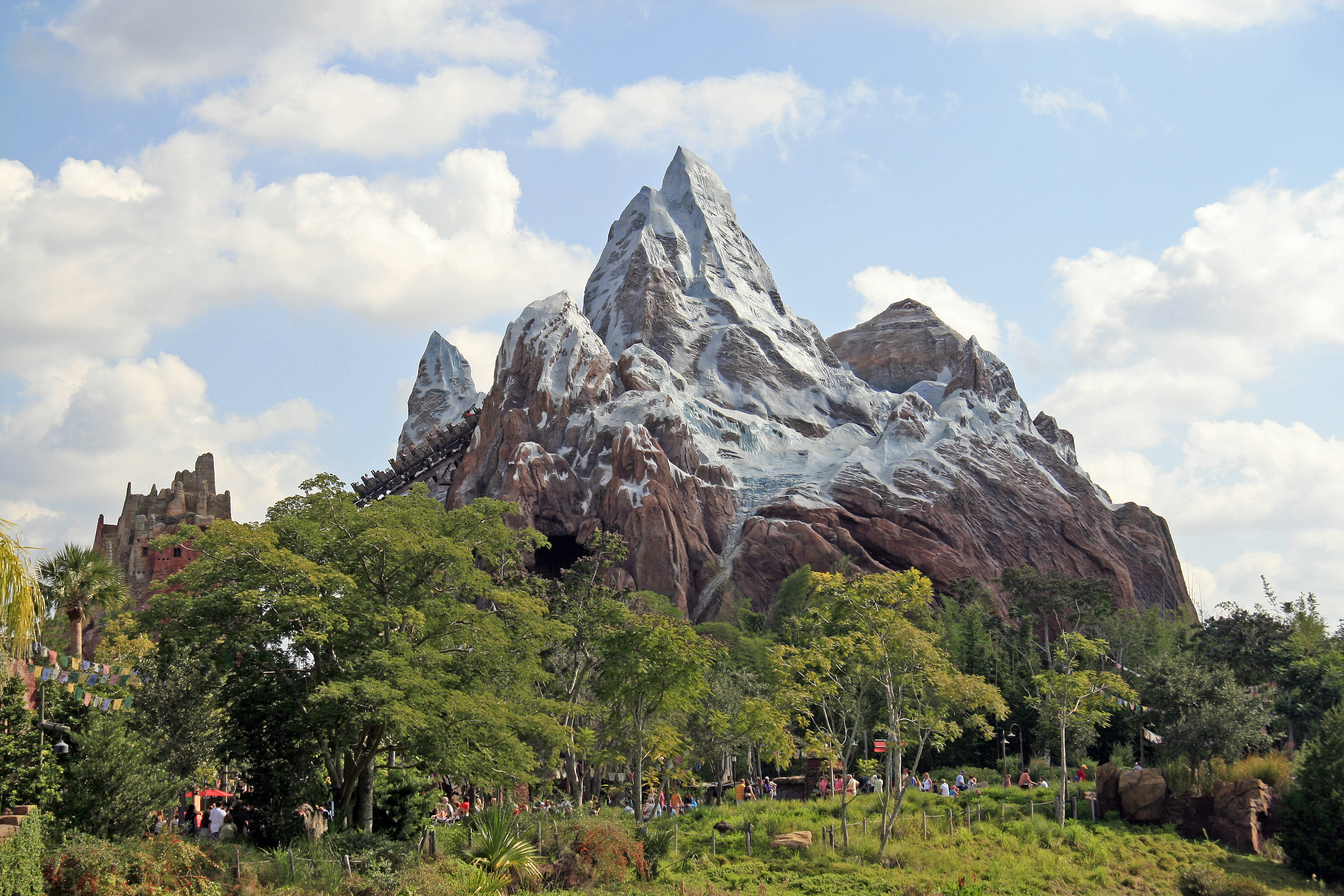
Im Unterschied zu normalen Zoos beheimaten Tier-Themenparks ähnlich viel Thematisierung wie normale Themenparks.

Zoologische oder Tier-Themenparks sind Freizeitparks, welche sich entweder aufgrund ihrer Thematisierung auf die Tierwelt beziehen. In Abgrenzung zu normalen Zoos benutzen diese Themenparks genau so viel Thematisierung wie normale Themenparks bei der Kreation von Attraktionen. Reale Tiere werden ergänzend in Ausstellungen, im Verlauf von Attraktionen oder zur Beobachtung von Warteschlangen aus verwendet. Die bekannteste Beispiel sind Disney’s Animal Kingdom und Bush Gardens in Williamsburg oder Tampa.

### Wasser-Themenpark
Der Wasser-Themenpark ist ein Freizeitpark, welcher sich auf Schwimmen und Wasserattraktionen fokussiert. Der Wasserpark wird sehr oft als Second Gate (zweiter Park neben Hauptpark) eröffnet. Der erste Wasser-Themenpark war Disney’s River Country, welcher im Jahr 1976 eröffnete. Im Unterschied zu normalen Wasserparks fokussieren sie sich auf eine starke Thematisierung und Immersion der Parkgäste.

### Safaripark
Ein Safaripark ist eine Zoo-ähnliche kommerzielle Drive-in-Touristenattraktion, bei der Besucher vom Fahrzeug aus Wildtiere beobachten können, die auf dem Gelände frei herumlaufen. Hauptattraktionen sind oft afrikanische Großtiere wie Giraffen, Löwen, Nashörner, Elefanten, Flusspferde, Zebras, Straußen und Antilopen.

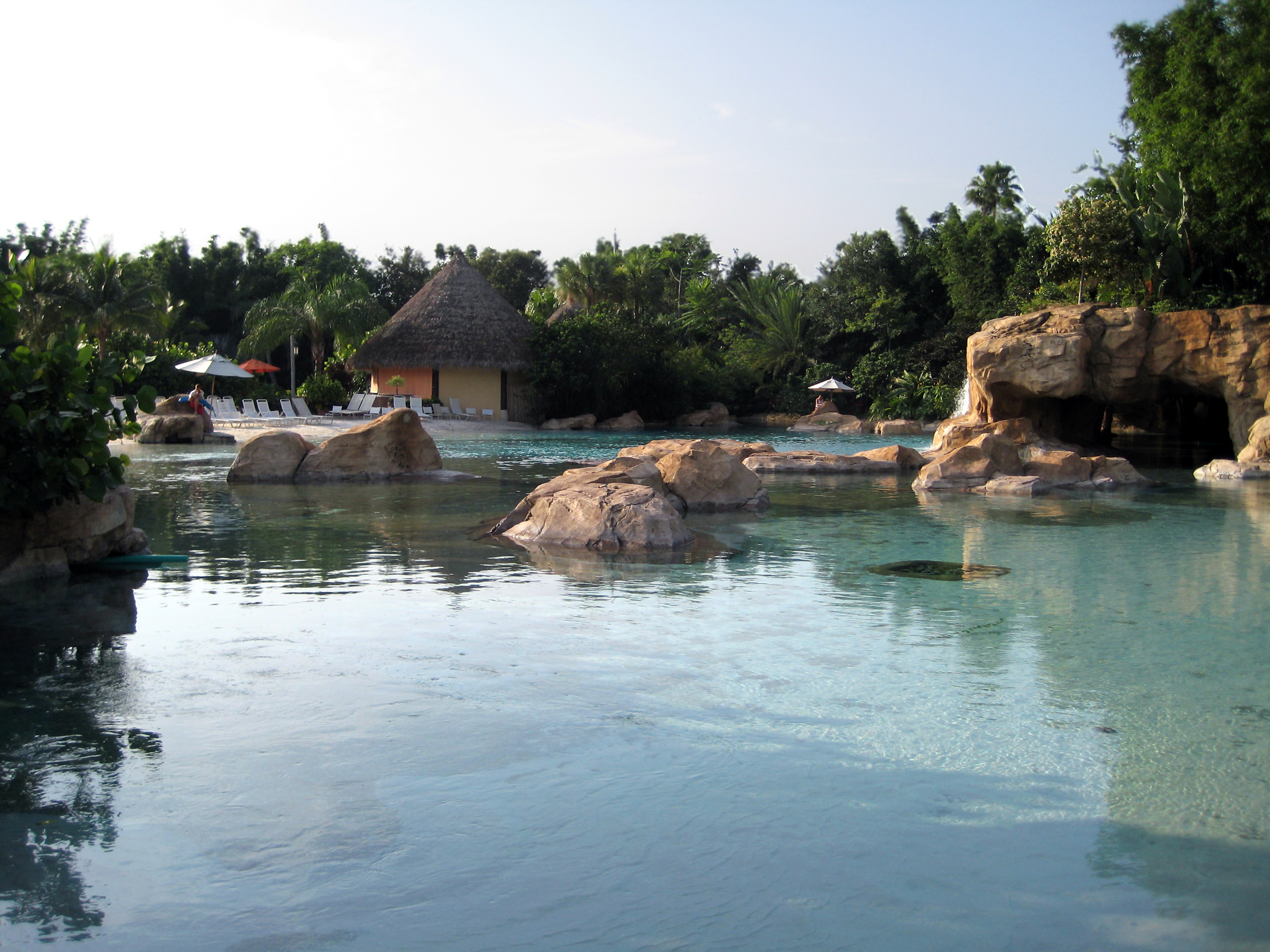
Discovery Cove in Orlando.

### Boutique-Themenpark
Ein Boutique Park ist Themenpark, welcher aufgrund seiner Leistungen hohe Preise verlangen kann und die Anzahl der eingelassenen Gäste begrenzt. Meist wird ein vierfacher Preis im Vergleich zu normalen Themenparks verlangt. Die Parks fokussieren darauf, den Gästen ein einmaliges Erlebnis zu ermöglichen und setzen dabei den Schwerpunkt auf einer hohen Interaktivität und Individualisierung. Es werden dabei Kontakte mit Tieren, Augmented Reality Spiele oder Rätsellabyrinthe angeboten. Einer der ersten Boutique-Parks war der Discovery-Cove Park, welcher Delphinschwimmen, Schnorcheln und Wasserattraktionen mit Seelebewesen und tropischen Vögeln anbietet. Der Park begrenzt seine Besucherzahl auf 1.200 Gäste. 

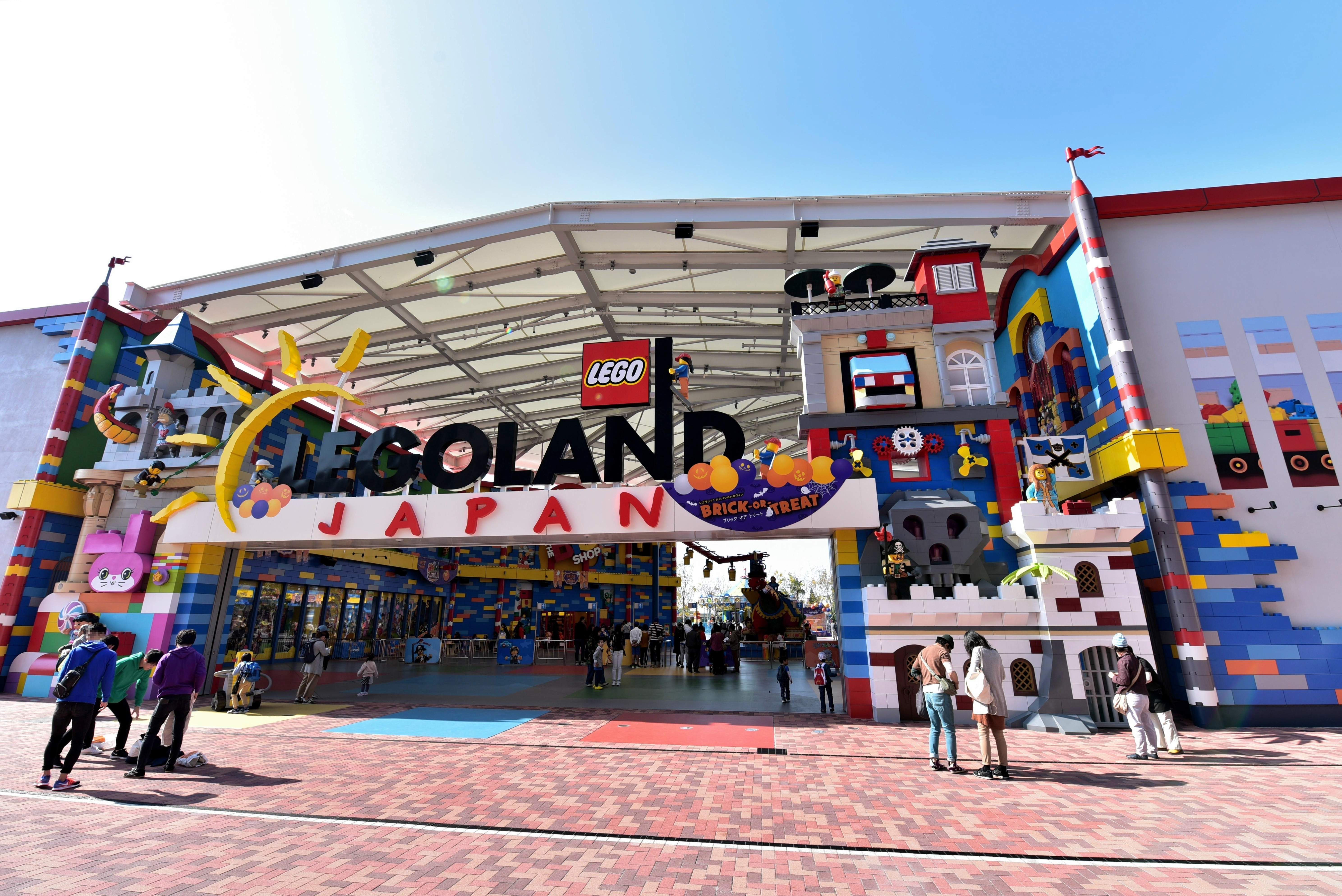
Das Legoland in Japan

### Geschichtsparks
Geschichts-Themenparks sind die Fusion von Museen und einem Themenpark. Diese Parks beheimaten Themengebiete oder einen einzelnen Bereich, welche sich auf verschiedene historische oder archäologische Themen beziehen. Beispiel für solch einen Park ist beispielsweise Puy du Fou in Frankreich.

### Kinderparks
Kinderparks (engl.: Kiddie Parks) sind Themenparks, welche vor allem Kinder und ihre Eltern als Parkgäste anziehen. Im Gegensatz zu den normalen Freizeitparks locken diese Parks vor allem Kinder an, indem sie sich auf spezielle Kinderserien oder Spielzeug beziehen. Diese Parks regen daher reine Erwachsenengruppen nicht dazu an, lange Wege anzureisen oder über mehrere Tage zu übernachten. Die erfolgreichsten Parks dieser Art sind die LEGOLAND Parks, welche sich speziell an Kinder von zwei bis zwölf richten. Weiteres Beispiel für einen Kinder-Themenpark ist der Playmobil FunPark in Zirndorf in Bayern.

### Sonstige Themenparks
Weitere Arten von Themenparks sind Barfuß-, Astronomie- und Naturparks. Weiterhin gibt es auch noch einzelne Themenattraktion die selbstständig betrieben werden. Diese bilden aber kein Landschaftsgebiet, sondern werden unabhängig von Freizeitparks betrieben.